# Bogdan Frąckowiak
Bogdan Jerzy Frąckowiak (ur. 12 listopada 1954) – polski menedżer, prawnik, urzędnik państwowy i samorządowy, w latach 1996–1998 podsekretarz stanu w Ministerstwie Transportu i Gospodarki Morskiej.

## Życiorys
Pochodzi z Poznania. Ukończył studia prawnicze, w 1989 obronił doktorat na Wydziale Prawa i Administracji Uniwersytetu im. Adama Mickiewicza w Poznaniu. W latach 80. wykładał w Katedrze Teorii Państwa i Prawa UAM. Był wspólnikiem kancelarii adwokackiej. Od 12 czerwca 1996 do 13 maja 1998 pełnił funkcję podsekretarza stanu w Ministerstwie Transportu i Gospodarki Morskiej. Później został członkiem i przewodniczącym rady nadzorczej portu lotniczego Poznań-Ławica (z czym wiązały się oskarżenia o niegospodarność ze strony Najwyższej Izby Kontroli. Zasiadł też w radach nadzorczych innych spółek transportowych, m.in. Kolei Bałtyckiej, PKS Leszno i PKS Transport & Logistic. Do 2014 był dyrektorem wydziału rozwoju miasta w poznańskim urzędzie miejskim, następnie został pracownikiem Kolei Wielkopolskich i pełnomocnikiem zarządu Stowarzyszenia Metropolia Poznań  ds. Poznańskiej Kolei Metropolitalnej.